# 아라우카리아
아라우카리아(Nofork Island pine, 학명: Araucaria heterophylla 아라우카리아 헤테로필라[*])는 구과목 가운데 한 종이다. 영칭의 뜻대로 오스트레일리아 내의 노퍽섬(뉴질랜드와 누벨칼레도니 사이에 위치)에서
고유종으로 존재한다. 묘목의 모양이 대칭이어서 '별소나무', '폴리네시아소나무', '트라이앵글나무' 등으로 불리기도 한다. 대한민국에서는 이 나무가 속해 있는 속의 분류 명칭에서 이름을 따와 부른다.

## 역사
노퍽섬을 최초로 다녀 간 유럽인은 제임스 쿡 선장이었다. 1774년, HMS 레절루션을 타고 남태평양을 향한 그의 두 번째 항해에서 범선의 돛대와 활대로 쓰기에 적합한 키가 크고 곧게 선 나무들로 이루어진 커다란 숲에 대해 그의 일지에 적어두었다. 그러나 1788년 영국에서 이송된 죄수들이 이 섬을 점유하게 되었을 때 아라우카리아는 그러한 용도로 탄력이 충분하지 않다는 것이 밝혀져 이 아이디어는 중단되었다.
1950년대 후반, 아라우카리아에 대한 목재 시범운송이 뉴사우스웨일즈 시드니의 합판 제조업체로 보내졌는데, 이는 노퍽섬에서 목재 수출 산업을 개발하기 위함이었다. 해당 합판회사에서 우수한 성과를 보고했지만, 노퍽섬 자문위원회는 이 산업이 지속 가능하지 않다고 판단하여 현지에서 목재를 생산하기로 결정했다. 이 목재는 목공에 적합하며, 비슷한 쿡소나무(Cook pine)와 함께 하와이 장인들이 광범위하게 사용한다.

## 특징
아라우카리아는 느리게 생장하고 나무의 높이는 50–65 m (160–210 ft)에 달한다. 실내에서 키울 경우의 평균 크기는 더 작다. 수간이 수직으로 곧게 서 있고 나뭇가지가 대칭상태에 놓여있는데, 대부분 다른 송백류 종들을 뒤틀어버릴 수 있는 해변의 강풍마저도 버틸 수 있다. 곧은 줄기에서 거의 수평이거나 약간 비스듬한 가지가 다섯 개씩 나와 층을 형성하며, 각 층의 평면은 완벽한 오각형을 이룬다. 회갈색 나무껍질이 미세한 비늘 모양으로 벗겨진다. 작은가지는 보통 4~7개이며 모여난다.
어린 나무에서 어린 잎은 부드럽고 피침형으로 길이 1~1.5cm  기부 두께 약 1mm이고, 성숙한 나무의 경우 잎이 안으로 굽어져 있고 길이 5~10mm 폭 2~4mm이다. 원뿔 모양의 가지에 있는 가장 두껍고 비늘 같은 잎은 수관 상층에 있다. 구과는 땅딸막한 구형으로 길이 10~13cm 직경 12~14이며 열매가 생긴 지 18개월 뒤에 익는다. 익으면 분해되어 견과와 같은 먹을 수 있는 씨앗을 떨어뜨린다. 씨앗은 넓은 날개 포함 길이 2.5~3cm 둘레 약 1.2cm이다. 떡잎은 총 네 장이다. 암수한그루이나 암수딴그루인 경우도 있다.
종소명 '헤테로필라'(heterophylla)는 '다른 잎'이라는 의미로 아라우카리아의 어린나무와 성목에서 보이는 잎의 모양이 많이 차이가 나는 것에서 왔다.

## 재배

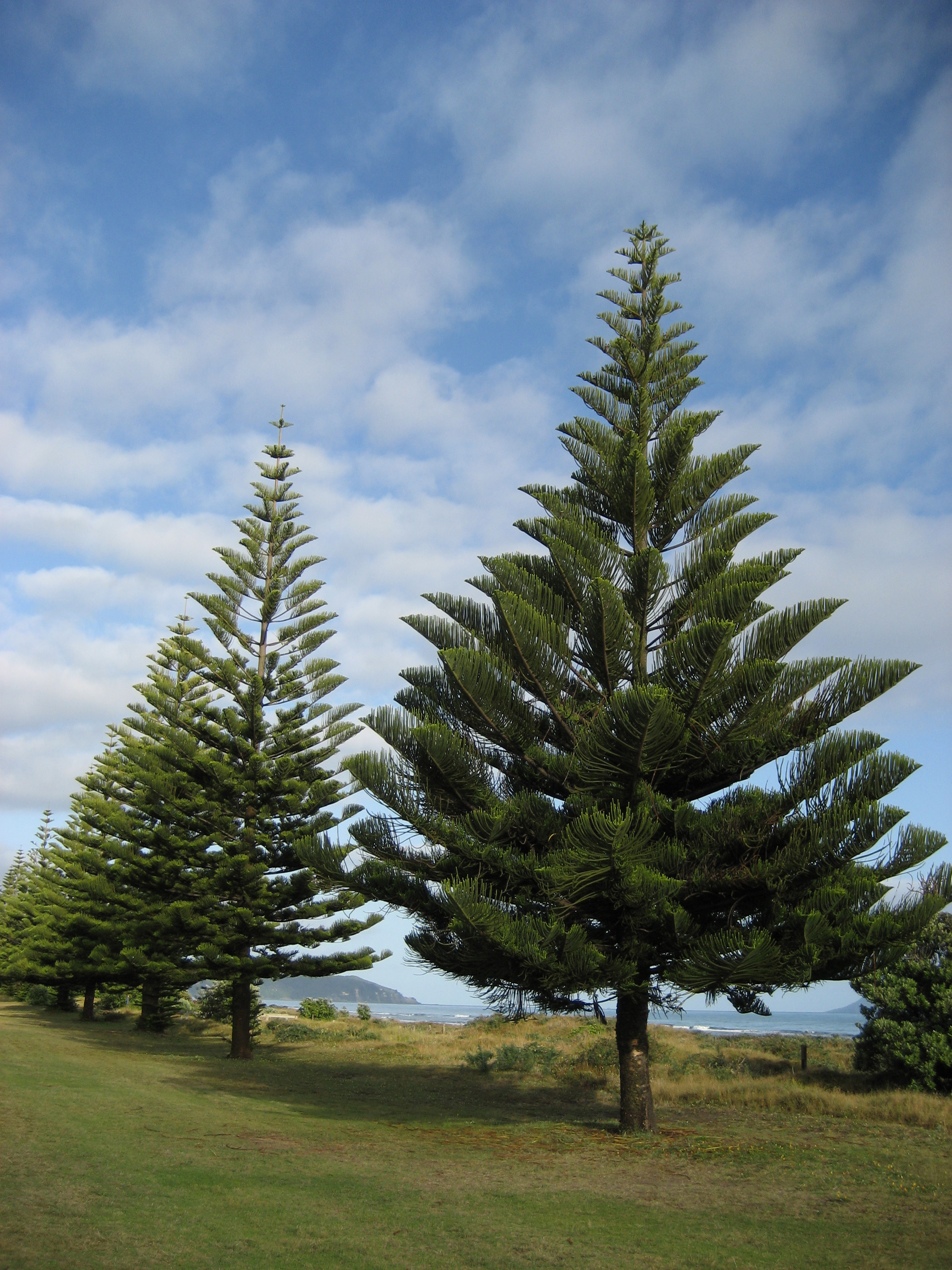
어린 나무들

아라우카리아는 가지가 넓게 퍼져 있고 대칭삼각형을 띠는 독특한 모습 덕분에 실내식물로 키우거나 가로수 및 조경수로 심는 인기 있는 재배식물이 되었다. 나무가 성목에 다다르면 모양이 덜 비대칭적으로 변한다. 아라우카리아의 영칭이 노퍽섬의 고유종임을 나타냄에도 불구하고, 이 종은 이국적이고 기분 좋은 모습과 비교적 폭넓은 기후 적응성 때문에 조경수로 널리 심어지고 있어, 현재는 지중해와 습한 아열대 기후에 적합한 지역을 포함한 전세계 도처에서 기르고 있다. 나무가 어릴 때 안정적인 물을 공급받는 한 깊은 모래에서 잘 자란다. 이와 내염성과 내풍성으로 인해 해안 환경에 적합하다. 실내에서는 식물이 잘 자라려면 습도가 최소 40% 이상, 바람직하게는 60% 이상인 밝은 장소가 필요하다. 실내에서 뜨거운 태양이나 라디에이터의 건조한 공기에 노출되어서는 안된다. 이상적인 온도는 22C°를 넘기지 않는다. 겨울에는 17C° 언저리의 밝은 방이 필요하다.

### 이용
어린 나무는 겨울이 너무 추워서 밖에서 자랄 수 없는 지역에서는 관엽식물로 키우는 경우가 많다(예를 들어, 북미나 유럽의 대부분 지역에서는 야외에서 살아남을 수 없다). 또한 크리스마스 트리로 사용되기도 한다. 장기간 추운 지역에는 살아남을 수 없다. 영국의 실리 제도에 있는 트레스코 수도정원 중 아열대정원 외곽에서 몇 그루가 자라고 있다. 아마도 야외에서 자라는 가장 북쪽의 표본은 아일랜드의 남서쪽 해안의 발렌티아섬에 있는 어린 나무일 것이다. 화분에 심은 어린 나무가 수세가 약해보이는 경향이 있는데, 이를 무더기로 심어 키우면 도움이 된다. 북부 기후에서는 여름철에 실외에 놔두거나 조명 아래 두면 더욱 풍성하게 자랄 수 있다.
플로리다 남부에서는 관엽식물 산업을 위해 노퍽소나무가 다량 생산된다. 이 중 대부분이 11월간 식료품점, 할인 소매업체 및 정원센터로 이동한다. 이들 중 다수는 판매 전에 눈길을 끌기 위한 용도로 녹색 페인트를 약간 뿌리는데, 이렇게 하면 식물이 적절히 광합성을 하지 못해 수세가 약해지거나 심하면 죽을 수도 있다.
나무를 바깥에 심을 경우, 나무가 크게 자랄 수 있으므로 충분한 공간을 확보해야 한다. 예를 들어 플로리다 남부에서는 보통 높이가 30m 이하로 자라며, 캘리포니아 남부의 해안가에서는 키가 30m 이상까지 자랄 수 있다.
아라우카리아는 왕립원예학회의 가든 메리트 상을 수상했다.

### 보존성과 잡초성
이 종의 생존은 관엽식물 무역으로 인해 전혀 위협받지 않는다. 화분에 심어 상업 재배되기 때문이다. 그러나 노퍽소나무의 원산 서식지가 항상 제한되었고 제임스 쿡의 시대 이후로 크게 줄었다. 농사, 열악한 토지 관리, 침입종의 유입으로 인해 원래부터 살던 세 섬의 임분 개체목이 상당히 줄었다. 남아있는 주요 서식지는 현재 노퍽섬국립공원 내에 있어 일부가 보호를 받는 중에 있다. IUCN에서는 이 종을 취약종으로 분류한다. 묘목이 뉴질랜드 북섬의 토착 해안 숲지대에서 자라기 시작하면서, 수 많은 야생화된 소나무 종 중 하나로 추가됐다.

## 사진첩

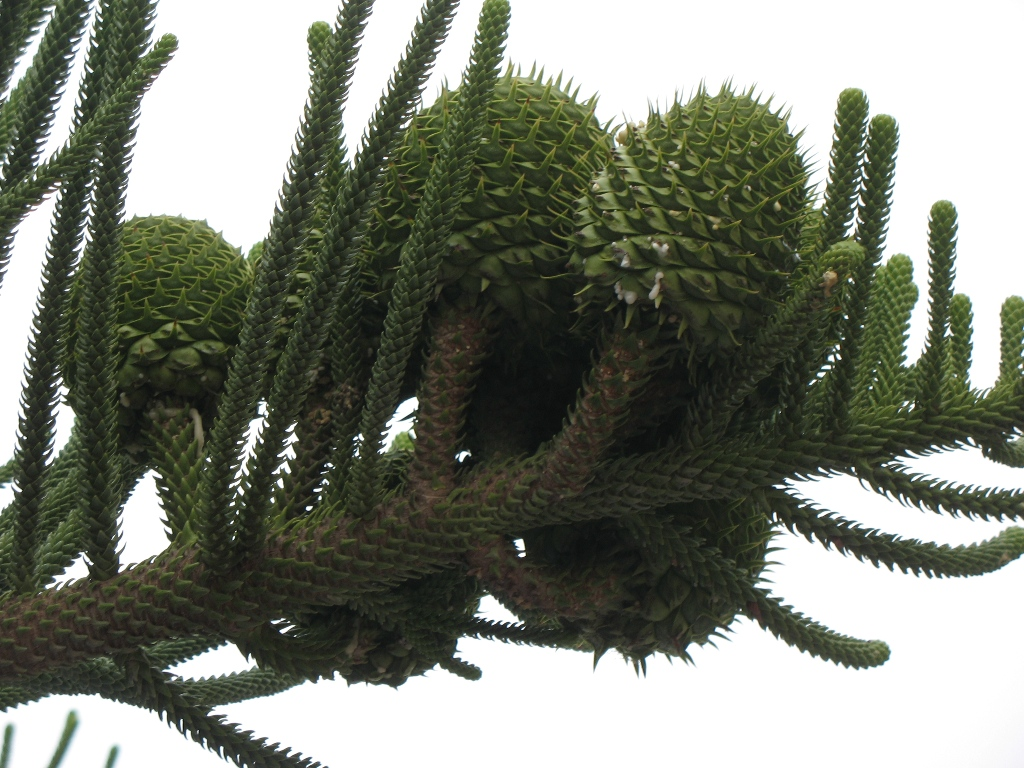
구과와 잎
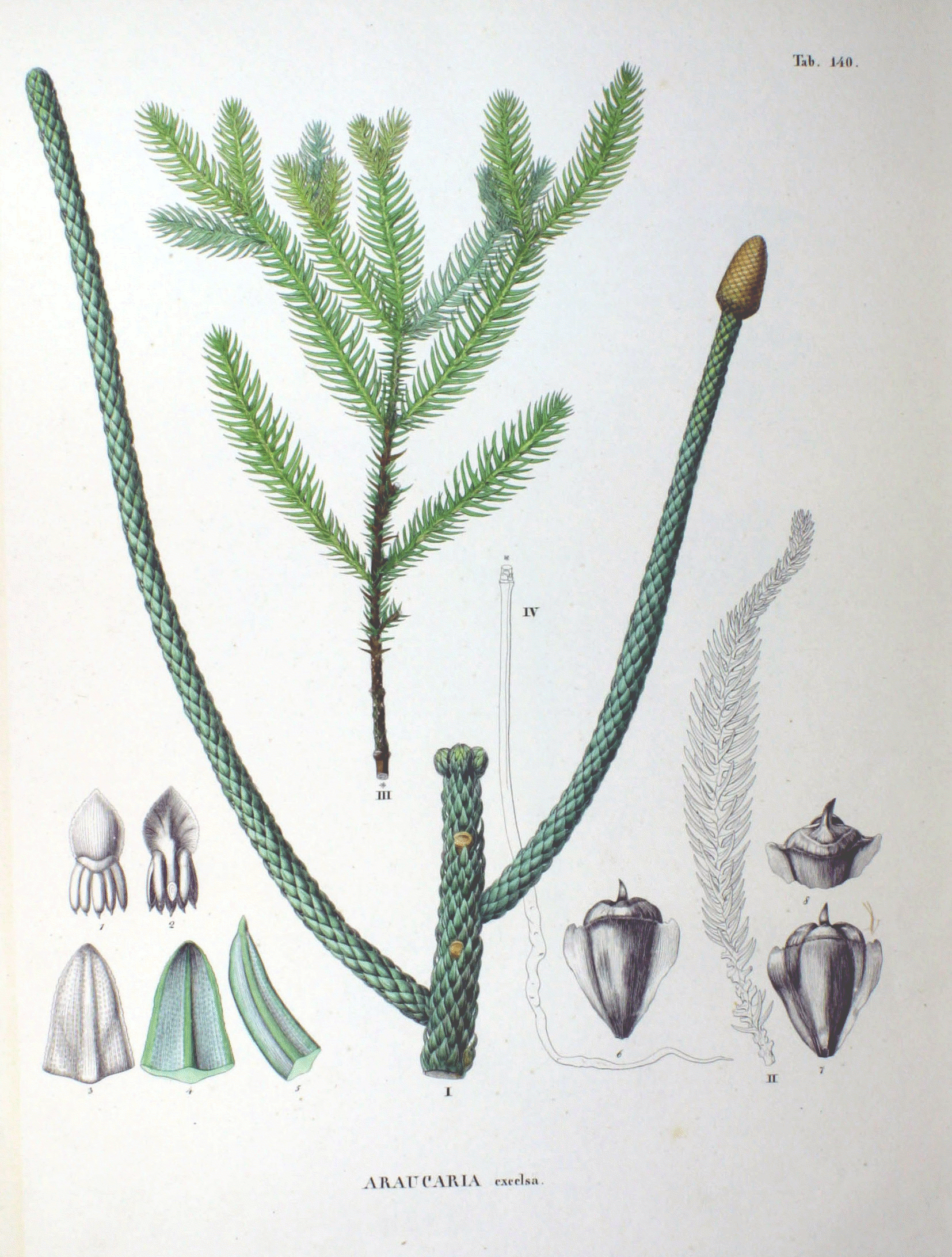
식물 삽화
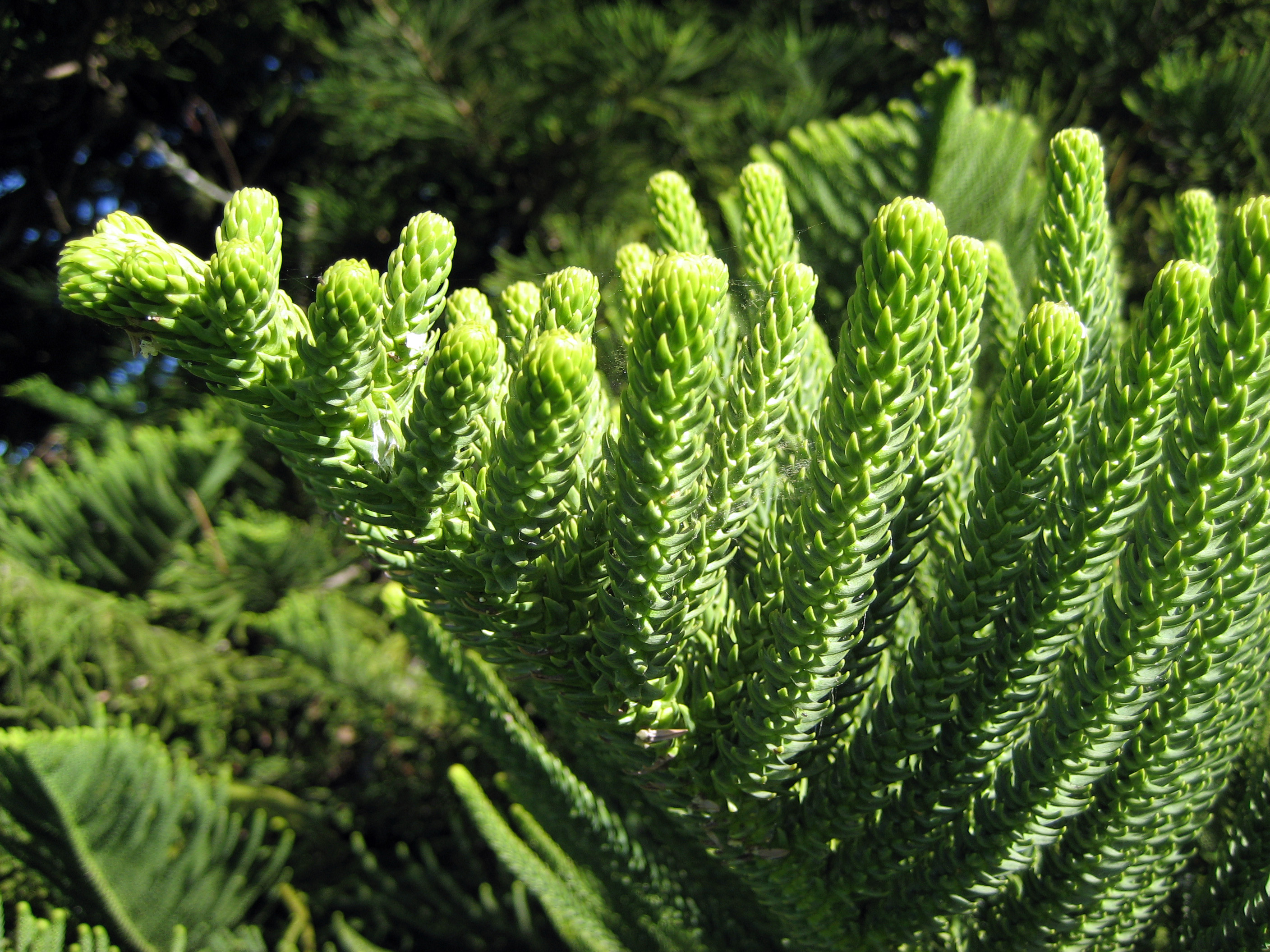
성목의 잎
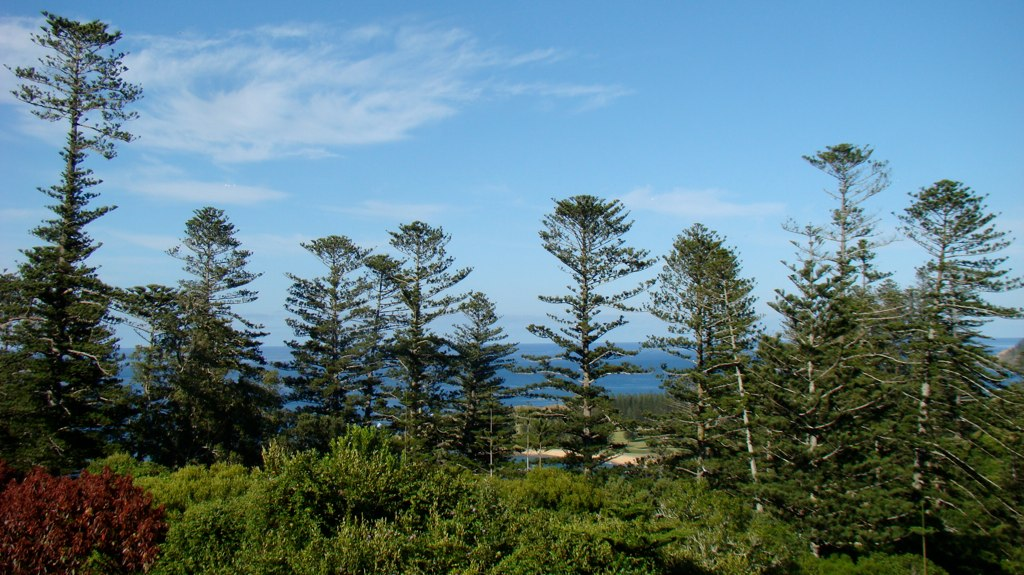
노퍽섬의 임분
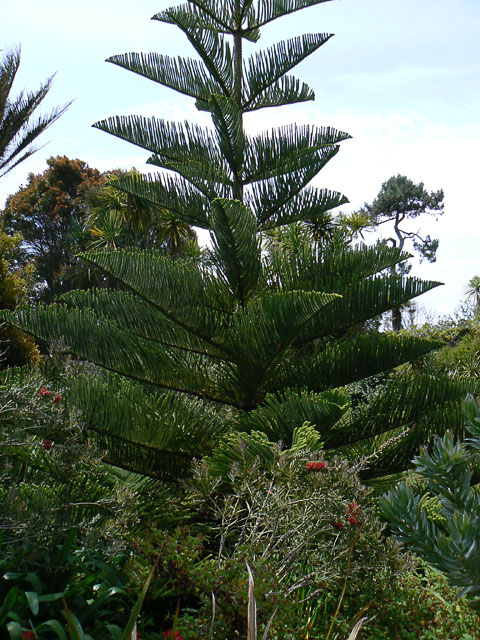
실리 제도의 트레스코에 있는 수도정원
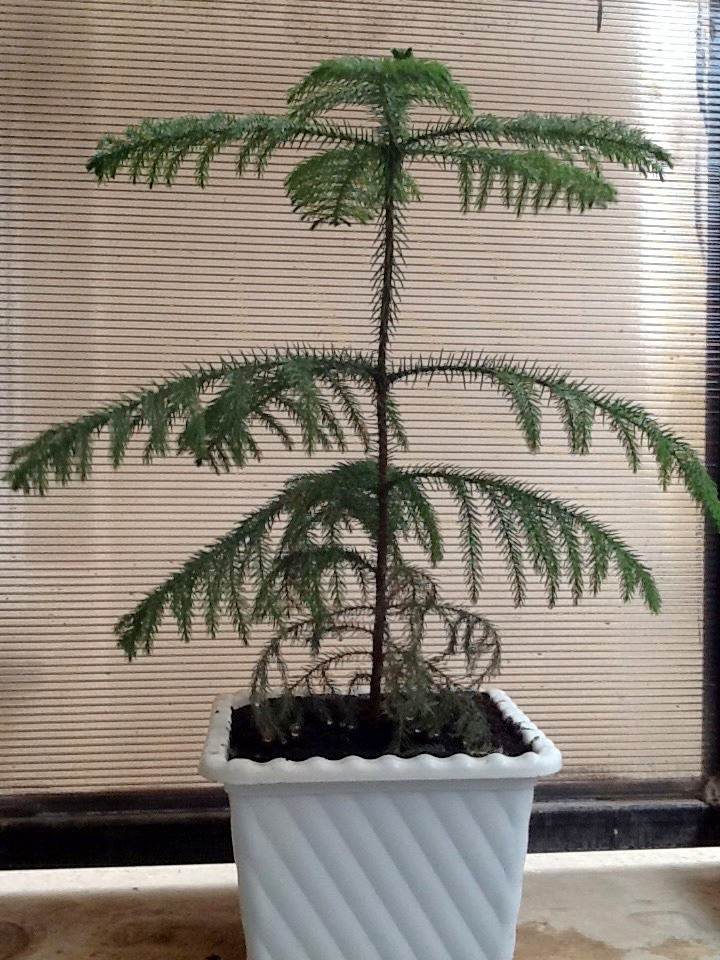
이란 콤의 발코니에 있는 화분 개체목